# EuroLOT
EuroLOT (mã IATA = K2, mã ICAO = ELO) là hãng hàng không của Ba Lan, trụ sở ở Warszawa. Đây là hãng hàng không con của LOT Polish Airlines. Hãng có các tuyến đường quốc nội, quốc tế và chở khách thuê bao. Căn cứ chính của hãng ở Sân bay Frederic Chopin Warszawa.

## Lịch sử
EuroLOT được thành lập ngày 19.12.1996 và bắt đầu hoạt động từ 1.7.1997. Ban đầu hãng có mạng lưới các tuyến đường và đội máy bay gồm 5 máy bay tua-bin cánh quạt ATR 42-300 của riêng mình và 8 máy bay ATR 72-202 thuê cả phi hành đoàn của LOT Polish Airlines. Từ 1998 tới 2000 EuroLOT cũng sử dụng 2 máy bay BAe Jetstream 31 18 chỗ ngồi. Năm 2000 EuroLOT nhận mọi máy bay ATR của hãng mẹ. Năm 2002 EuroLOT bắt đầu hiện đại hóa đội máy bay bằng cách thay các máy bay ATR42-300 cũ bằng máy bay ATR 42-500 mới hơn. Hãng hiện có 278 nhân viên (tháng 3/2007).

## Các nơi đến
(Tháng 6/2007):  Lưu trữ ngày 20 tháng 9 năm 2008 tại Wayback Machine
- Ba Lan
  - Bydgoszcz
  - Gdańsk
  - Katowice
  - Kraków
  - Poznań
  - Rzeszów
  - Szczecin
  - Warszawa
- Áo
  - Viên
- Đức
  - Berlin
  - Hamburg
  - Frankfurt
  - München
- Nga
  - Kaliningrad
- Cộng hòa Séc
  - Praha
- Litva
  - Vilnius
- Ngoài ra, hãng cũng có các chuyến bay thuê bao tới Stavanger, Palermo, Paphos, Pisa và Zurich.

## Đội máy bay

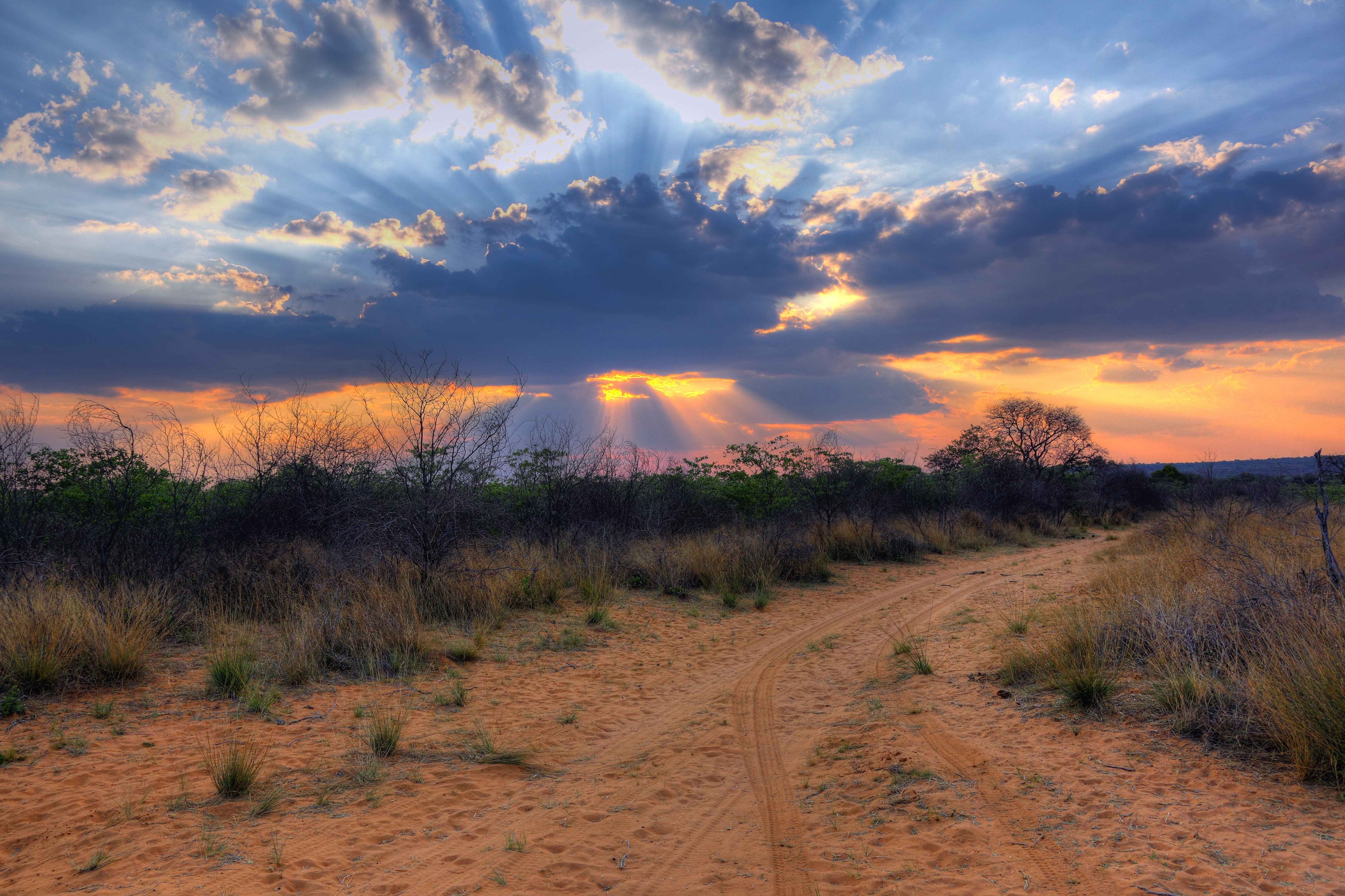
Máy bay ATR 42-500 của EuroLOT

(Tháng 6/2007):  Lưu trữ ngày 14 tháng 9 năm 2008 tại Wayback Machine
| Loại       | Số | Đặt mua/Ưu tiên chọn | Hạng tiết kiệm |
| ---------- | -- | -------------------- | -------------- |
| ATR 72-202 | 8  |                      | 64             |
| ATR 42-500 | 6  |                      | 46             |